# Людвікас Реза
Лю́двікас Ре́за (лит. Liudvikas Gediminas Rėza, лит. Martynas Liudvikas Rėza, нім. Martin Ludwig Rhesa; 9 січня 1776, Карвайчяй на Куршській косі, Королівство Пруссія — 30 серпня 1840, Кенігсберг) — литовський поет, критик, філолог, перекладач, протестантський пастор.

## Біографія
Народився в сім'ї курсенієків.
Село, в якому народився Реза, було засипане піском. Рано залишився без батьків. Виховувався родичами. В Кенігсбезі закінчив школу для бідних. По закінченню університету в тому з місті (1795—1799) був армійським пастором. З 1807 року професор Кенігсберзького університету, викладав теологію і з 1818 року керував семінаром литовської мови. В листуванні з Й. В. Гете обговорював питання, пов'язані з фольклором.

## Видавнича діяльність
Вперше опублікував твори Крістійонаса Донелайтіса — «Пори року» («Das Jahr in vier Gesängen. Ein ländliches Epos aus dem Litauischen des Christian Doneleitis, genannt Donalitius, in gleichem Versmaass ins Deutsche übertragen von D. L. J. Rhesa», 1818) і байки (разом зі своїми перекладами литовською мовою байок Езопа, 1824). Литовський текст «Пір року» у виданні Рези супроводждувався передмовою з характеристикою творчості Донелайтіса і паралельним німецьким текстом. Підготував новий литовський переклад Біблії (1816). Видав історію перекладів Біблії литовською мовою («Geschichte der litthauischen Bibel», 1816) і коментар до тексту перекладів («Philologisch-kritische Anmerkungen zur litthauischen Bibel», 1816, 1824).

## Фольклористична діяльність
Підготував і видав збірку литовської народної поезії «Dainos, oder littauische Volkslieder» («Дайни, або литовські народні пісні», 1825) зі своєю статтею «Betrachtung über littauische Volkslieder» («Міркування про литовські народні пісні»), ставши таким чином засновником литовської фольклористики. Під впливом естетичних поглядів Й. Г. Гердера народну поезію розумів вираз духовної культури народу, велику естетичну цінність і разом з тим відображення реального життя та історії. Збірка викликала широкий резонанс. Вона перевидавалася і перекладалася англійською, італійською, німецькою, польською, російською, чеською мовами.
Намагався провести реконструкцію литовського міфологічного епосу, що не зберігся, використовуючи мотиви латиського фольклору.

## Пам'ять
На староме кладовищі в Прейлі на Куршской косе був установлений дерев'яний пам'ятний знак на честь 200-річчя з дня народження Рези (1976). В 2008 році започаткована премія Людвікаса Рези, якою нагороджують за значну, активну і творчу діяльність зі збереження і розвиток етнічної культури та культурної спадщини Куршської коси. Пам'ятники Резе встановлені в Пярвалке на Куршській косі (1975, народний майстер Едуардас Йонушас), Юодкранте (1994, скульптор Арунас Сакалаускас), Калінінграді (2005, скульптор Арунас Сакалаускас, архітектор Ричардас Криштапавичюс).